# Estação VDNKh
VDNKh (em russo:  ВДНХ) é uma das estações da linha Kalujsko-Rijskaia (Linha 6) do Metro de Moscovo, na Rússia. Estação «VDNKh» está localizada entre as estações «Alexejevskaia» e «Botanítcheskii Sad».